# این دختران
این دختران (انگلیسی: El-Banate Dol) فیلمی در ژانر مستند به کارگردانی طهانی راشد است که در سال ۲۰۰۶ منتشر شد. این فیلم برنده چهار جایزه از فستیوال‌های مختلف فیلم شده است.